# IC 1496
IC 1496 ist eine Linsenförmige Galaxie vom Hubble-Typ S0/a im Sternbild Fische auf der Ekliptik. Sie ist schätzungsweise 236 Millionen Lichtjahre von der Milchstraße entfernt und hat einen Durchmesser von etwa 115.000 Lichtjahren.
Im selben Himmelsareal befinden sich u. a. die Galaxien NGC 7694, NGC 7695, NGC 7699, IC 1492.
Die Typ-Ia-Supernova SN 2005co wurde hier beobachtet.
Das Objekt wurde am 9. Oktober 1890 von N. M. Parrish entdeckt.

## IC 1496-Gruppe (LGG 476)
| Galaxie   | Alternativname | Entfernung/Mio. Lj |
| --------- | -------------- | ------------------ |
| IC 1496   | PGC 71634      | 236                |
| NGC 7701  | PGC 71777      | 243                |
| IC 1501   | PGC 71786      | 238                |
| PGC 71752 | MCG -01-60-005 | 238                |